# Got It on Me
Got It on Me è un brano musicale del rapper statunitense Pop Smoke, pubblicato il 3 luglio 2020 come diciassettesima traccia del primo album in studio postumo Shoot for the Stars, Aim for the Moon. La traccia è stata scritta da Pop Smoke, insieme a 50 Cent, Darrell Branch, Dmytro Luchko, Frederick Perren, Keni St. Lewis e Luis Resto, mentre Young Devante si è occupato esclusivamente della produzione. È una traccia hip hop che interpola i testi di Many Men (Wish Death) di 50 Cent.
Nei testi, Pop Smoke implora la pietà dei suoi nemici. Got It on Me ha ricevuto recensioni generalmente positive dalla critica, ed è stato soprattutto elogiato l'utilizzo di Many Men (Wish Death). La canzone ha raggiunto la trentunesima posizione della Billboard Hot 100 e la centosettesima della Billboard Global 200. Un video musicale di accompagnamento è stato rilasciato il 2 luglio 2020. Nel video si vedono clip inedite di Pop Smoke, registrate prima della sua morte.

## Descrizione
Got It on Me è una delle prime canzoni registrate da Pop Smoke. Steven Victor ha descritto la canzone come "incredibile" e l'ha messa da parte per l'album. L'amico di Pop Smoke Rah Swish ha detto che Pop Smoke gli aveva detto che Got It on Me sarebbe stato un "disco di successo", e che lo avrebbe portato "in alto". Swish non era d'accordo, e aveva detto che Pop Smoke aveva appena iniziato e che la traccia era "troppo forte". Il produttore della canzone, Young Devante, ha detto di aver prodotto il brano nell'agosto 2018. È stato informato da uno dei suoi abbonati che Pop Smoke l'aveva trovato sul suo canale YouTube. Young Devante ha descritto il ritmo della canzone come un "ritmo simile a quelli di Meek Mill" e ha detto che voleva lavorare con Pop Smoke in futuro. Got It on Me interpola il testo del singolo del 2003 di 50 Cent Many Men (Wish Death). 50 Cent ha detto di essere rimasto scioccato quando ha sentito il campione della registrazione di Pop Smoke. Jess Jackson ha commentato che Pop Smoke aveva un "rap rauco, spinto dal basso, scoop-out", e ha dichiarato che il rapper suonava come 50 Cent quando cantava la canzone. Benjamin Lust, A&R della Republic Records, ha ammesso di non avere avuto all'inizio i file vocali di Pop Smoke, mentre diceva che la canzone sarebbe stata "bizzarra" senza di loro, quindi ha dovuto rintracciarli. Sono stati in grado di trovare i suoi file vocali e Lust ha concluso che la traccia suonava molto meglio con loro.

## Musica e testi
Wongo Okon di Uproxx ha descritto Got It on Me come una traccia hip hop.  Mitch Findlay di HotNewHipHop ha affermato che Young Devante opta per una "atmosfera oscura" con la canzone, oltre a dire che è completa di "canti di coro inquietanti e campane di chiese gotiche".  Ha continuato, scrivendo che "l'aura di morte lo circonda, e il baritono di Pop Smoke intona l'iconico ritornello di 50 Cent con uno scopo." Dhruva Balram di NME ha commentato che 'Got It on Me' ronde off 'sapientemente con la tripla minaccia' e vede Pop Smoke 'guardare verso un futuro non ha mai avuto.'
Bianca Gracie della rivista Paper ha notato che Pop Smoke "implora pietà e schernisce i suoi nemici allo stesso tempo" nel brano. Danny Schwartz di Rolling Stone ha detto che negli ultimi 30 secondi della canzone, il ritmo si interrompe e la "voce nuda del bluesman" di Pop Smoke rivisita il ritornello di Many Men (Wish Death), dicendo: "Many, many, many men / Wish death for me" (Molti, molti, molti, molti uomini / mi augurano la morte).  Secondo AD Amorosi di Variety, Pop Smoke "invoca pietà a coloro che vogliono il suo sangue".

## Accoglienza critica
Got It on Me è stata accolta con recensioni generalmente positive da parte dei critici musicali. Danny Schwartz di Rolling Stone ha detto l'ascolto della voce di Pop Smoke negli ultimi 30 secondi della canzone 'si sente come camminare su un terreno sacro.' AD Amorosi di Variety descritto Got It on Me come 'grande', e che 'il suo coro - come tanti dei centri di Smoke - offre un senso di sollevamento, anche quando la schiena è contro il muro.' David Arron Blake di HipHopDX ha definito la canzone "agghiacciante".  David Crone di AllMusic ha detto che mentre la canzone era lontana dall'essere una nuova canzone, è stato "immensamente soddisfacente" sentire Many Men (Wish Death) sulla traccia. In una revisione meno entusiasta, Charles Lyons-Burt di Slant Magazine ha rilevato che la canzone trova Pop Smoke "ostinatamente corsa contro il [suo] beat, e ci sono brevi casi in cui il rapper loquace senso dell'umorismo e la fiducia investono linee come "Ho bisogno del tuo numero e basta" e "Non sono con le chiacchiere o le chiacchiere" con una rauca individualità".

## Video musicale
Il video musicale di Got It on Me è stato rilasciato sul canale YouTube di Pop Smoke il 2 luglio 2020. Il video è girato in bianco e nero e presenta filmati inediti di Pop Smoke che lavora nello studio di registrazione, camminando per le strade con i suoi fan e la sua squadra e esibendosi dal vivo. Scrivendo per Hypebeast, Felson Sajonas ha dichiarato che il video "riecheggia il comportamento spesso allegro e il personaggio festaiolo di Pop Smoke."

## Formazione
- Pop Smoke  – voce, testi
- 50 Cent  – testi
- Darrell Branch – testi
- Young Devante – testi, programmazione, produzione
- Frederick Perren  – testi
- Keni St. Lewis – testi
- Luis Resto  – testi
- Jess Jackson  – mastering, missaggio
- Rose Adams – assistente ingegnere, assistente al missaggio
- Sage Skofield – assistente ingegnere, assistente al missaggio
- Sean Solymar – assistente ingegnere, assistente al missaggio
- Dom Martin – ingegnere del suono
- Ky Miller – ingegnere del suono
- Yung Ave – ingegnere del suono
- Pierre Rogue – assistente ingegnere del suono

## Classifiche
| Classifica (2020) | Posizione massima |
| ----------------- | ----------------- |
| Australia         | 59                |
| Canada            | 14                |
| Danimarca         | 33                |
| Francia           | 82                |
| Paesi Bassi       | 48                |
| Portogallo        | 40                |
| Stati Uniti       | 31                |
| Svezia            | 86                |
| Svizzera          | 52                |